# A III-a Dinastie Egipteană
Monarhi cunoscuți in Istoria Egiptului Antic ai celei de a III a dinastii..
Dinastiile a III-a, a IV-a, a V-a și a VI-a ale Egiptului Antic sunt de obicei grupate sub titulatura de Vechiul Regat.
| Nume       | Observații                                          | Date                    |
| ---------- | --------------------------------------------------- | ----------------------- |
| Sanakhte   | -                                                   | 2686 î.Hr. – 2668 î.Hr. |
| Djoser     | A comandat Piramida în trepte proiectată de Imhotep | 2668 î.Hr. – 2649 î.Hr. |
| Sekhemkhet | -                                                   | 2649 î.Hr. – 2643 î.Hr. |
| Khaba      | -                                                   | 2643 î.Hr. – 2637 î.Hr. |
| Huni       | -                                                   | 2637 î.Hr. – 2613 î.Hr. |

Primul faraon notabil din Vechiul Regat este Djoser (2630-2611 î.Hr.) din dinastia a treia, el a ordonat construirea unei piramide în trepte, în necropola Memphis de la Saqqara. O persoană importantă din timpul domniei lui Djoser a fost vizirul său și arhitectul regal Imhotep, cel care a fost mai târziu zeificat.